# Палицын, Степан Михайлович
Степан Михайлович Палицын (1806—1887) — декабрист, прапорщик Гвардейского генерального штаба.

## Биография
Происходил из дворян Смоленской губернии. Отец — артиллерийский поручик Михаил Васильевич Палицын, мать — Ольга Александровна, урождённая Шупинская. 
С 26 октября 1818 года воспитывался в Благородном пансионе Санкт-Петербургского университета, откуда выпущен с чином 10 класса в июле 1822 года. Начал службу колонновожатым 27 марта 1823 года; прапорщик — с 6.4.1824. С 15 апреля 1824 года находился при канцелярии генерал-квартирмейстера Главного штаба и обучал колонновожатых истории; с 29 марта 1825 года переведён в Гвардейский генеральный штаб.
Каховский на следствии утверждал, что в начале 1825 года принял его в Северное тайное общество, но Палицын утверждал, что в апреле или марте только слышал об обществе, а в ноябре «Каховский объявил ему, что общество решилось всеми средствами воспрепятствовать восшествию на престол его императорского величества и провозгласить конституцию»; 13 декабря Палицын был у Рылеева и дал ему словоузнать, будут ли войска присягать.
Был арестован и 3 января помещён в Петропавловскую крепость («содержать под строгим арестом по усмотрению»), в № 2 Кронверкской куртины.
«Высочайше повелено, сниходя[sic] к молодости и неопытности Палицына, не предавать суду, а продержав еще один год в крепости, перевести тем же чином в Петровский гарнизонный батальон и ежемесячно доносить о поведении».
Переведен в Петровский гарнизонный батальон приказом от 7 июля 1826 года, прибыл к батальону — 04.05.1828. Затем был переведён в 8-й линейный Сибирский батальон в Семипалатинске — 13.04.1829, а 21 июня 1832 года подпоручиком был переведён в Тифлисский пехотный полк (прибыл к полку — 08.11.1832). В 1834 году, 22 марта был произведён в поручики, 15 октября переведён в Тенгинский пехотный полк (прибыл к полку — 25.11.1834). 
В марте 1834 года по подозрению в неблагонадежности Палицына и состоявших с ним в сношениях и живущих в Пятигорске доктора Майера и городничего Ванева было назначено расследование, которое выяснило, что дело «имело началом личную злобу некоторых доносчиков и сплетни» и Палицын, Майер и Ванев были освобождены, однако с установлением за ними строгого надзора. 
Был уволен в чине поручика по болезни от военной службы 20 февраля 1836 года — с обязательством безвыездно жить в деревне своего дяди, помещика Смоленской губернии, отставного статского советника Павла Александровича Шупинского. Спустя год Палицыну было разрешено жить в Смоленске в то время, когда там живет его дядя. Только в декабре 1844 года, по ходатайству смоленского, витебского и могилевского генерал-губернатора генерал-адъютанта Дьякова и под его поручительство за Палицыным был прекращён надзор. Свободное жительство в России кроме столиц было им получено 7 июня 1846 года. 
По представлению начальника одесского таможенного округа барона Местмахера, с 21 июня 1848 года Палицыну было разрешено определиться на службу в Петербургскую таможню, где 3 октября он был произведён в чин  коллежского секретаря и 24 ноября откомандирован для исправления должности члена одесской портовой таможни. В октябре 1851 года ему был разрешён (под строгим секретным надзором) въезд в Санкт-Петербург. Впоследствии он был управляющим акцизными сборами во Владимире.
В 1838 году женился на Надежде Никаноровне Огонь-Догановской. У них было четыре сына: Михаил (1839—?), Александр (1842—1913), Степан (1849—?), Анатолий (1853—?).